# Martin Ellingsen
Martin Ellingsen, född 4 maj 1995 i Elverum, Norge, är en norsk fotbollsspelare som spelar för AIK i Allsvenskan.